# Amt für Kernforschung und Kerntechnik
Das Amt für Kernforschung und Kerntechnik (AKK) wurde durch Beschluss des Ministerrates der DDR vom 10. November 1955 zur Förderung der Kernenergie in der DDR geschaffen.

## Geschichte
Mit der Aufhebung des Kontrollratsgesetzes Nr. 25 konnte 1956 auch in der DDR eine umfassende Forschung mit radioaktiven Isotopen beginnen. Um diese Arbeiten zu koordinieren, wurde das Amt für Kernforschung und Kerntechnik geschaffen. Es unterstand zunächst dem Amt für Technik, das den Aufbau der Nationalen Volksarmee unterstützte. Am 4. Oktober 1956 wurde es ein selbständiges zentrales Organ der staatlichen Verwaltung und war den Ministerien praktisch gleichgestellt.
Innerhalb der Regierung gehörte es formell zum Verantwortungsbereich der Stellvertreter des Vorsitzenden des Ministerrates Willi Stoph (bis September 1956), Fritz Selbmann (Oktober 1956 bis Juli 1958) und schließlich des Stellvertreters des Vorsitzenden der Staatlichen Plankommission Hermann Grosse (Juli 1958 bis März 1963).
Die Vorhaben zur friedlichen Nutzung der Kernenergie waren ambitioniert: „Etwa 20 Kernkraftwerke sollten bis 1970 ans Netz gehen“ oder „Blühende Zukunft – Kernenergie“ waren populäre Aussagen. Nachdem man dem AKK im Oktober 1961 zusätzlich zwei Millionen DM für Projektierungsarbeiten bereitgestellt hatte, ohne dass die Inbetriebnahme des Kernkraftwerks Rheinsberg auch nur absehbar wurde, wurde die ambitionierte Förderung der Kerntechnik ab 1962 aus finanziellen und wirtschaftspolitischen Gründen gedrosselt.
Ab April 1962 wurde das AKK zunächst der Staatlichen Plankommission unterstellt und schließlich im Laufe des Jahres 1963 aufgelöst. Die Abwicklung erfolgte bis Juni 1963. Verantwortlich für die Durchführung der Veränderungen war der Stellvertreter des Staatssekretärs für Forschung und Technik Rudolf Müller. Im Staatssekretariat für Forschung und Technik wurde eine Abteilung Physik und Kerntechnik gebildet. Die Kompetenzen des Amtes für Kernforschung und Kerntechnik, die in Rechtsvorschriften verankert waren, wurden i. d. R. dem Staatssekretariat für Forschung und Technik und der Staatlichen Zentrale für Strahlenschutz (ab 1973 Staatliches Amt für Atomsicherheit und Strahlenschutz) übertragen. Die Bauvorhaben wie z. B. das Atomkraftwerk Rheinsberg wurden direkt dem Ministerium für Bauwesen zugeordnet.

## Leiter
Leiter des Amtes für Kernforschung und Kerntechnik war von November 1955 bis zum 16. Januar 1961 Karl Rambusch, danach kommissarisch Bertram Winde. Der Sitz des AKK befand sich in Berlin-Niederschöneweide, Schnellerstraße 1–5.

## Aufgaben
Das im Februar 1957 erlassene Statut des AKK definierte folgende Aufgaben:
- kerntechnische Anlagen planen und ihre Projektierung und Errichtung koordinieren und kontrollieren,
- kerntechnische Forschungs- und Entwicklungsaufgaben fördern und ihre Überleitung in die Praxis veranlassen,
- radioaktive Materialien und Kernbrennstoffe beschaffen und verteilen,
- bei der Überwachung der radioaktiven Strahlung auf dem Gebiet der DDR mitwirken,
- sich an der Beaufsichtigung des Umgangs mit bzw. der Lagerung von radioaktiven Materialien und Abfallprodukten beteiligen,
- Bestimmungen zum Gesundheits- und Arbeitsschutz für die Kernforschung und Kerntechnik erlassen und ihre Einhaltung überprüfen,
- leitendes und wissenschaftliches Fachpersonal entwickeln und fördern,
- Fachinformationen verbreiten und die Herausgabe von Publikationen organisieren,
- die Einhaltung der für das Gebiet der Kernforschung und Kerntechnik geltenden gesetzlichen Bestimmungen kontrollieren,[9]
- bei den ihm unterstellten Bauvorhaben die staatliche Bauaufsicht ausüben sowie
- bei der internationalen Zusammenarbeit auf dem Gebiet der Atomenergie mitwirken. Hierzu gehörte auch die Zusammenarbeit mit der Sowjetunion und anderen RGW-Ländern auf diesen Gebieten, die auch zur Bildung des Vereinigten Instituts für Kernforschung in Dubna führte.

Das AKK hatte damit im Rahmen dieser Aufgaben – zumindest zeitweise – die Kontrolle über folgende Forschungsinstitute, Einrichtungen und Betriebe der DDR:
- Zentralinstitut für Kernphysik unter Leitung von Heinz Barwich. Das Institut wurde 1956 zusammen mit dem Amt gegründet und betrieb einen 1957 angefahrenen Forschungsreaktor und ein Zyklotron. Es führte ab Mai 1963 den Namen Zentralinstitut für Kernforschung (ZfK) Rossendorf.
- Aufbauleitung des Atomkraftwerkes I bzw. VEB Atomkraftwerk I, später Kernkraftwerk Rheinsberg
- Institut für angewandte Physik der Reinststoffe Dresden unter Leitung von Ernst Rexer
- Institut für Staubforschung und radioaktive Schwebstoffe Berlin-Friedrichshagen unter Leitung von K. Schmidt
- Institut für angewandte Radioaktivität Leipzig unter Leitung von Carl-Friedrich Weiss
- Wissenschaftlich-Technisches Büro für Reaktorbau Berlin-Pankow unter Leitung von Max Steenbeck (bis 1960)
- VEB Entwicklung und Projektierung kerntechnischer Anlagen Berlin unter der Leitung von Karl Rambusch
- Zentrale für radioaktive Rückstände und Abfälle Rossendorf und Lohmen[10]
- Isotopenverteilungsstelle Berlin-Buch unter Leitung von Günther Vormum[11]
- VEB Konstruktion und Projektierung kerntechnischer Anlagen[12]
- VEB Vakutronik Dresden unter Leitung von Werner Hartmann
- VEB Vakutronik Pockau[13]
- Arbeitsstelle Dresden des AKK

Das AKK hatte enge Beziehungen zu Instituten der Deutschen Akademie der Wissenschaften (DAW) und zu Instituten verschiedener Universitäten und Hochschulen. Besondere Erwähnung verdienen die Kontakte zu dem von Gustav Hertz geleiteten Physikalischen Institut der Karl-Marx-Universität Leipzig, dem Forschungsinstitut Manfred von Ardenne in Dresden und dem Institut für physikalische Stofftrennung Leipzig unter der Leitung von Justus Mühlenpfordt.

## Wissenschaftlicher Rat für die friedliche Anwendung der Atomenergie
Zeitgleich mit dem AKK und eng mit ihm verbunden wurde ein Wissenschaftlicher Rat für die friedliche Anwendung der Atomenergie beim Ministerrat der DDR berufen, dem 20 bis 30 Personen angehörten. Aufgabe des Wissenschaftlichen Rates war es, die DDR-Regierung in grundsätzlichen Fragen der Kernforschung und Kerntechnik zu beraten. Der Wissenschaftliche Rat wurde von Gustav Hertz geleitet. Sekretär des Rates war bis zum Mai 1962 Karl Rambusch, danach Günter Schumann. Der Rat arbeitete von 1955 bis 1966, dann wurde er aufgelöst. Der Wissenschaftliche Rat bildete mehrere Fachkommissionen:
- Kommission Kernenergie, Leiter Gustav Hertz. Diese erst im Januar 1960 gebildete Kommission bildete den Vorstand des Wissenschaftlichen Rates. Mitglieder waren u. a. Heinz Barwich, Klaus Fuchs, Karl Rambusch, Robert Rompe, Max Steenbeck, Peter Adolf Thiessen und Bertram Winde.
- Isotopen-Kommission, Leiter bis Ende 1957 Hans-Joachim Born, danach Bertram Winde. Die Kommission war zunächst eine Kommission des AKK und wurde erst im Januar 1957 dem Wissenschaftlichen Rat zugeordnet.
- Geräte-Kommission, Leiter Werner Hartmann
- Abfall-Kommission, Leiter Robert Havemann
- Medizinische Strahlenschutz-Kommission, Leiter Fritz Gietzelt
- Kommission für Nachwuchs- und Ausbildungsfragen, Leiter Gerhard Harig
- Labor-Kommission, Leiter Grellmann, Laborbau Dresden
- Kommission für Rechtsfragen und internationale Angelegenheiten, Leiter Härle, Universität Jena
- Schwerwasser-Kommission, Leiter Eberhard Leibnitz

## Veröffentlichungen
Das AKK gab ab 1958 die Zeitschrift Kernenergie und von 1959 bis 1962 die Mitteilungen aus Kernforschung und Kerntechnik heraus.